# Табернас (пустыня)
Табе́рнас (исп. Desierto de Tabernas) — пустыня на территории Испании, также известна как Альмерийская пустыня. Расположена в муниципалитете Табернас провинции Альмерия, в 30 км к северу от столицы Альмерия. Имеет площадь 280 км², с 1989 года из-за своих уникальных геоморфологического ландшафта и фауны охраняется как национальный природный заповедник.

## Климат

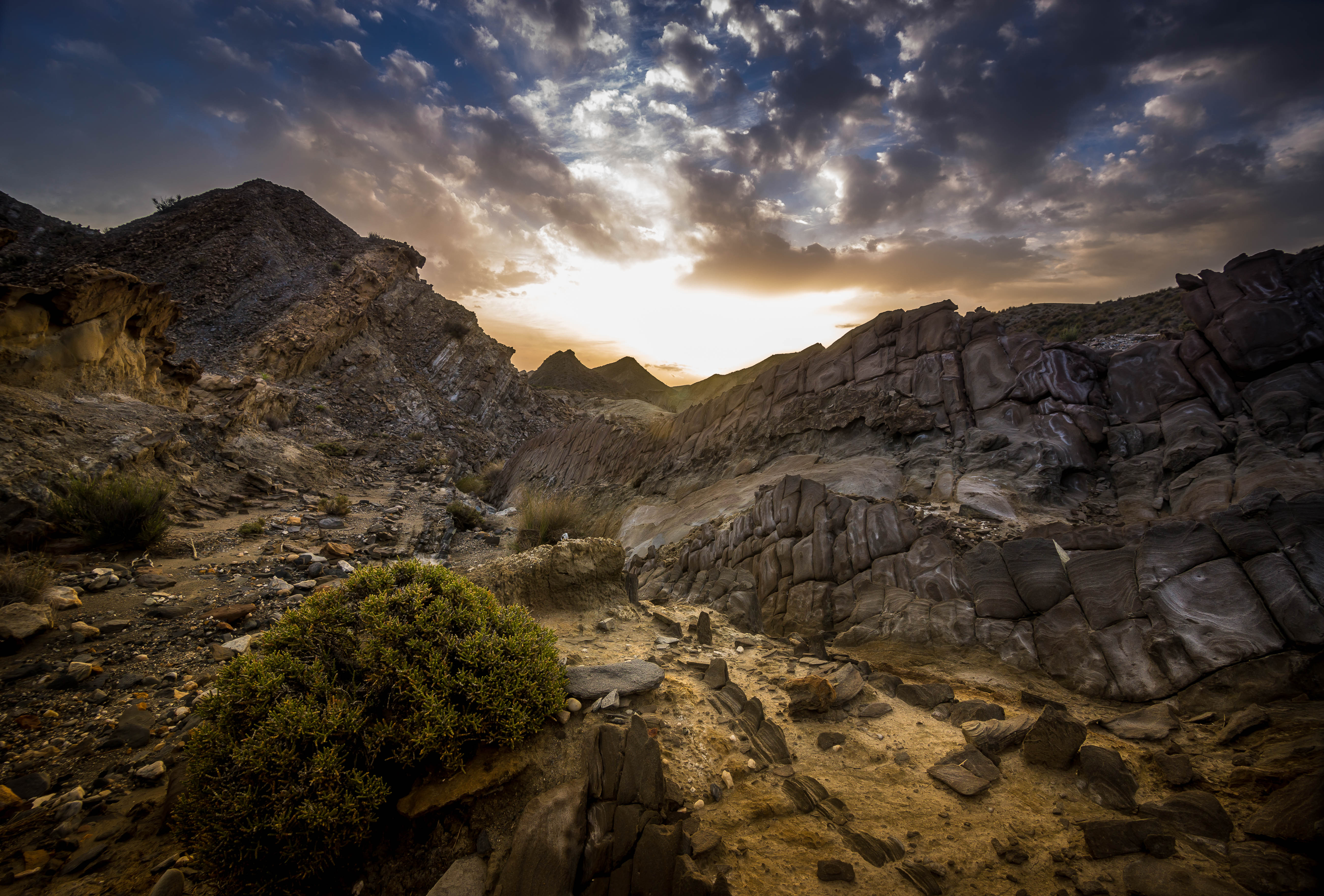
Табернас

Пустыня Табернас ограничена горными хребтами Сьерра-де-лос-Филабрес c севера и Сьерра-де-Аламилья c юго-юго-востока, что изолирует её от влажных средиземноморских ветров. Среднегодовое количество осадков 240 мм, среднегодовая температура 18 °C и более 3000 часов прямого солнца в год обуславливают сухой пустынный климат, который ещё усиливается горячим ветром. Летом температура достигает 45 °C, ночью зимой иногда опускается до 0 °C.
Большое число солнечных дней позволило в 1979 году создать в пустыне Табернас крупнейший в Европе центр по исследованию, разработке и тестированию технологий по использованию солнечной энергии.

## Геология и биология

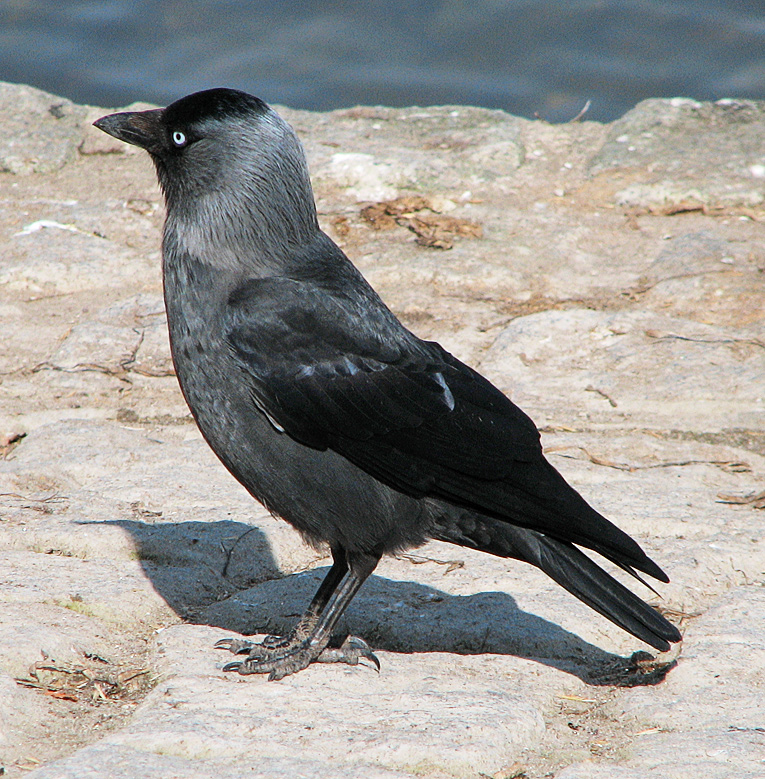
Галка

Почва пустыни, состоящая из мергеля и песчаника, не может удержать влагу, которую приносят сезонные ливневые дожди, поэтому растительность скудна. Напротив, дождь является причиной эрозии, формируя характерную форму ландшафта бедленд. Немногочисленная растительность находится в руслах дождевых ручьёв, где также обитает местная фауна: стрижи, ежи, галки, кроншнепы, жаворонки и другие птицы.

## Популярная культура
Пустыня Табернас из-за своего сходства с североамериканскими пустынями в период с 1950-х по 1980-е года использовалась для съёмки множества спагетти-вестернов, таких как «За пригоршню долларов», «На несколько долларов больше» и «Хороший, плохой, злой» итальянского режиссёра Серджо Леоне, в которых снимался известный актёр Клинт Иствуд и звучала музыка Эннио Морриконе. Некоторые сцены из фильма Индиана Джонс и последний крестовый поход также снимались в Табернасе.
В городе Табернас для съёмок фильма На несколько долларов больше был построен типичный для времён Дикого Запада городок. После окончания съёмок декорации решили оставить, и сейчас здесь располагается парк аттракционов под названием «Мини-Голливуд».